# Jörg Meuthen

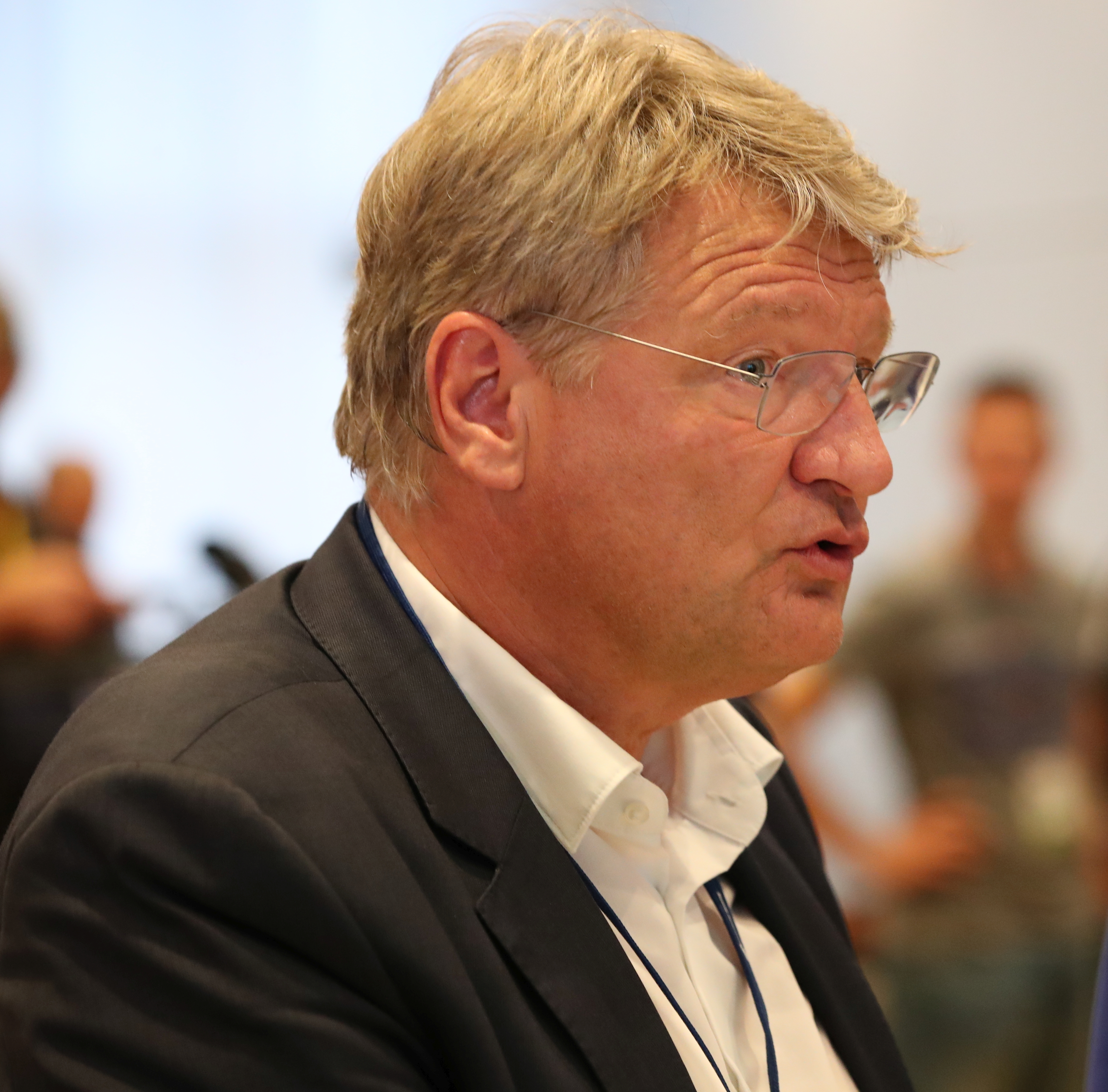
Jörg Meuthen (2019)

Jörg Hubert Meuthen (* 29. Juni 1961 in Essen) ist ein rechtspopulistischer deutscher Politiker (Werteunion, zuvor AfD, Zentrum) und Wirtschaftswissenschaftler.
Von Juli 2015 bis zu seinem Austritt aus der Partei am 28. Januar 2022 war er einer von zwei Bundessprechern (Parteivorsitzender) der AfD. Meuthen war von Ende 2017 bis Juli 2024 Mitglied im Europäischen Parlament; er trat am 10. Februar 2022 aus der Fraktion Identität und Demokratie aus und war bis dahin einer der stellvertretenden Vorsitzenden dieser Fraktion. Er war Spitzenkandidat der AfD für die Europawahl 2019.
Im Juni 2022 wurde Meuthen Mitglied der Deutschen Zentrumspartei und vertrat diese im Europaparlament. Im September 2023 gab er seinen Austritt bekannt. Im September 2024 trat er der Werteunion bei.

## Leben

### Familie
Jörg Meuthen ist römisch-katholisch und wuchs zusammen mit seinem jüngeren Bruder in einem Arbeiterviertel in Essen auf. Sein Vater war Kaufmann und vermittelte für ein Mülheimer Unternehmen betriebliche Altersvorsorgen. In die Kirche ging Jörg Meuthen bis zu seiner Erstkommunion; zur Kirche zurück fand er nach eigenen Aussagen über die theologischen Schriften des späteren Papstes Joseph Ratzinger; er bezeichnet diese als seine religiöse Sozialisation. Meuthen hat drei Kinder aus erster und zwei aus zweiter Ehe. Im Januar 2017 gab er die Trennung von seiner zweiten Ehefrau bekannt. Im Juni 2018 heiratete er erneut. Seine neue Ehefrau Natalia (geschiedene Zvekic) hat russische Wurzeln und aus einer vorherigen Ehe mit einem Serben ebenfalls fünf Kinder.

### Bildung und Beruf
Er machte Abitur am Goethe-Gymnasium in Bad Ems in Rheinland-Pfalz, wohin seine Familie gezogen war. Von 1981 bis 1982 leistete er Zivildienst. 1983 nahm er ein Studium an der Universität Münster auf. 1984 wechselte er an die Universität Mainz und erwarb dort 1989 den Abschluss Diplom-Volkswirt.
Von 1989 bis 1993 war er wissenschaftlicher Mitarbeiter am Seminar für Finanzwissenschaft der Universität zu Köln und wurde 1993 mit einer Arbeit über die Kirchensteuer zum Dr. rer. pol. promoviert. Von 1993 bis 1996 war er Referent im Hessischen Ministerium der Finanzen. 1997 wurde er Professor für Volkswirtschaftslehre an der Hochschule für öffentliche Verwaltung in Kehl, 2001 wurde er Studiendekan der Fakultät II (Wirtschafts-, Informations- und Sozialwissenschaften). Außerdem war er Dozent an der Verwaltungs- und Wirtschaftsakademie Baden. Während seiner politischen Tätigkeit war er von April 2016 bis Ende Dezember 2024 beurlaubt.

## Politischer Werdegang
Meuthen war mit 16 Jahren kurzzeitig Mitglied der Jungen Union (JU) und gründete in seinem Wohnort Bad Ems einen JU-Ortsverband.
Meuthen interessierte sich nach eigenen Angaben mit Ende 20 für die FDP, sah ihre Haltung in der Diskussion um die Pflegeversicherung jedoch als zu etatistisch. Den Entschluss, der AfD beizutreten, habe er am Abend der Bundestagswahl 2013 gefasst. Ihn habe die „Arroganz der Macht“ zornig gemacht, als Bernd Lucke in der Sendung Günther Jauch von Wolfgang Schäuble verspottet worden sei.
Ab November 2013 war Meuthen Beisitzer im Vorstand der AfD Baden-Württemberg. Im Januar 2015 wurde er zum stellvertretenden Landessprecher und im Juli 2015 zu einem der drei Landessprecher gewählt. Seit Oktober 2014 war er Leiter des Bundesfachausschusses 3 „Leistung und Gerechtigkeit“. Außerdem gründete er den Landesfachausschuss 5 „Arbeit und Soziales“, den er bis März 2015 leitete. Er kandidierte auf Listenplatz 10 bei der Europawahl 2014, konnte jedoch zunächst kein Mandat erringen.
In einer Kampfabstimmung um die Parteiführung auf dem Mitgliederbundesparteitag der AfD in Essen im Juli 2015 wurde Meuthen nach der Niederlage von Bernd Lucke gegen Frauke Petry mit 62 Prozent der Stimmen zu einem der beiden Sprecher der Bundespartei gewählt.
Auf dem Landesparteitag in Horb am Neckar im Oktober 2015 wurde Meuthen zum Spitzenkandidaten seiner Partei für die Landtagswahl in Baden-Württemberg 2016 gewählt. Er errang einen Parlamentssitz per Zweitmandat im Wahlkreis Backnang und wurde am 16. März ohne Gegenkandidaten zum Fraktionsvorsitzenden der AfD im Stuttgarter Landtag gewählt. Nachdem sich Meuthen mit seiner Forderung nach einem Fraktionsausschluss Wolfgang Gedeons, dem Antisemitismus vorgeworfen wurde, nicht durchsetzen konnte, traten er und zwölf weitere Abgeordnete aus und gründeten die Fraktion Alternative für Baden-Württemberg. Im Oktober 2016 vereinigten sich beide Fraktionen wieder und Meuthen wurde erneut Vorsitzender der AfD-Fraktion.
Als Beatrix von Storch nach der Bundestagswahl 2017 ihr Mandat im Europäischen Parlament niederlegte, rückte Meuthen für sie nach. Den Vorsitz der Landtagsfraktion legte er direkt, sein Landtagsmandat mit Ablauf des Jahres 2017 nieder. Für ihn rückte Markus Widenmeyer in den Landtag nach.
Am 2. Dezember 2017 wählte ihn der Bundesparteitag mit 72 Prozent der Stimmen erneut zum Bundessprecher. Am 16. November 2018 wurde Meuthen auf der Europawahlversammlung mit über 90 Prozent zu ihrem Spitzenkandidaten für die Europawahl 2019 und auf dem ersten Platz der bundesweiten Liste der AfD ins Europaparlament gewählt.
Am 14. Juli 2019 wurde Meuthen bei einer Mitgliederversammlung seines Kreisverbands in der badischen Ortenau mit (laut Welt) 25 Ja- und 27 Nein-Stimmen bei 8 Enthaltungen nicht zu einem von acht Delegierten für den Bundesparteitag im November gewählt. In seiner Funktion als Bundesvorsitzender hatte er zwar dort ein Rederecht, durfte den Bundesvorstand allerdings nicht mitwählen. Dieses Ergebnis bei einer Routinewahl im eigenen Kreisverband wurde als Rückschlag Meuthens im internen Machtkampf mit Björn Höcke gewertet, gerade auch weil bei derselben Abstimmung mit Stefan Räpple und Thomas Seitz zwei Politiker als Delegierte gewählt wurden, die durch rechtsradikale Positionen aufgefallen waren. Auch seine Frau Natalia Meuthen wurde von dem Kreisverband nicht als Delegierte entsandt. Meuthen ließ seine Mitgliedschaft im Januar 2020 vom AfD-Kreisverband Ortenau in den AfD-Kreisverband Baden-Baden/Rastatt umtragen.
Im November 2019 wurde Meuthen beim Bundesparteitag als erster Bundesvorsitzender bestätigt, er gewann die Abstimmung mit 69,18 % vor Nicole Höchst (24,83 %) und Wolfgang Gedeon (3,7 %).
Am 11. Oktober 2021 gab Meuthen in einem Rundbrief an die AfD-Mitglieder bekannt, nach sechs Jahren auf dem Parteitag im Dezember 2021 nicht erneut für den Parteivorsitz kandidieren zu wollen. Zuvor waren auf der Pressekonferenz der AfD am 27. September 2021 zum Ausgang der Bundestagswahl erhebliche Differenzen in der Einschätzung insbesondere zwischen Meuthen und der Co-Spitzenkandidatin Alice Weidel deutlich geworden. Er sagte, er wolle weiterhin Einfluss auf die Geschicke der AfD nehmen; diese Entscheidung sei nicht als politischer Rückzug zu verstehen.
Im Januar 2022 legte Meuthen mit sofortiger Wirkung den Parteivorsitz nieder und trat aus der AfD aus. Er begründete dies damit, dass er den Machtkampf mit dem formal aufgelösten rechtsextremen Flügel um die Ausrichtung der AfD verloren habe. Meuthen kritisierte, die AfD habe sich weit nach rechts entwickelt und stehe in weiten Teilen nicht länger auf dem Boden der freiheitlich-demokratischen Grundordnung. Er sehe totalitäre Anklänge in der AfD, die insbesondere in der Coronapolitik etwas Sektenartiges entwickelt habe. Allenfalls als ostdeutsche Regionalpartei sehe er für die AfD noch eine Zukunft. Er kritisierte die „nicht enden wollenden Enthüllungen von entsetzlichen AfD-Chatbeiträgen“. Das „Fremdschämen [habe] ein Allzeithoch erreicht“. Durch den „deutlichen Linksruck der CDU einerseits und das zunehmende Abdriften der AfD nach rechts außen“ gebe es „eine erhebliche Repräsentationslücke im konservativ-freiheitlichen Bereich“. Meuthen kündigte an, sein über die AfD errungenes Mandat als Abgeordneter des Europaparlaments in der rechtspopulistischen Fraktion Identität und Demokratie behalten zu wollen. Er teilte via Facebook mit, es bestehe „nach Jahren geduldigen Werbens und intensiven Kämpfens für einen strikt vernunftgeleiteten und maßvollen Kurs der Partei (…) für mich kein Restzweifel mehr, dass ich mit diesem Ansinnen in der Breite der Partei nicht durchdringen konnte und dies auch in Zukunft nicht zu erwarten wäre“. Er sagte, er wolle auch in Zukunft politisch tätig sein; er führe auch „Gespräche mit potenziellen neuen Partnern“. Er sagte in einem ARD-Interview, Teile der AfD stünden „nicht auf dem Boden der freiheitlich-demokratischen Grundordnung“. Er „sehe da ganz klar totalitäre Anklänge.“
Am 10. Februar 2022 gab er seinen sofortigen Austritt aus der Fraktion Identität und Demokratie bekannt. Er begründete diesen Schritt mit der Wahl von Nicolaus Fest zu seinem Nachfolger als Leiter der AfD-Delegation: „Eine Fraktion, die einen Delegationschef duldet, der das Andenken eines soeben Verstorbenen beschmutzt, macht mir eine weitere Mitgliedschaft vollkommen unmöglich.“ Fest hatte den Präsidenten des Europäischen Parlaments David Sassoli kurz nach dessen Tod in einer internen Chatgruppe verunglimpft.
Am 10. Juni 2022 gab Meuthen seinen Eintritt in die Deutsche Zentrumspartei bekannt.
Zur Landtagswahl in Niedersachsen 2022 wurde die Zentrumspartei nicht zugelassen, da sie die erforderlichen 2000 Unterstützungsunterschriften nicht beibringen konnte und es nur auf etwa 1200 brachte. Nach Informationen von Zeit Online sollen zahlreiche potenzielle Unterstützer die Unterschrift unter Verweis auf Meuthens AfD-Vergangenheit verweigert haben. Meuthen selbst schrieb dem Zentrumsvorstand, das Scheitern an der Unterschriftenhürde werde man in der AfD und anderswo „hocherfreut wahrnehmen“ und „medial ausschlachten“. Eingetreten sei er im Frühjahr, da ihm „fest zugesichert“ worden sei, dass die notwendigen Unterstützerunterschriften „definitiv kein Problem“ darstellten. Ein Video Meuthens auf der Facebook-Seite der Partei zum Niedersachsen-Wahlkampf, in dem er mit seiner Frau um Stimmen für das Zentrum warb, wurde wenig später wieder entfernt.
Am 8. September 2023 gab Jörg Meuthen seinen Austritt aus der Zentrumspartei bekannt. Er verlasse die Partei „ohne Groll“, habe aber erkannt, dass diese „doch eine rein auf kommunaler Ebene tätige Partei“ sei; die „Voraussetzungen für eine erfolgreiche Arbeit auf den Ebenen der Länder, des Bundes und der Europäischen Union“ seien „derzeit nicht gegeben“.
Nach der Europawahl 2024 schied er im Juli 2024 aus dem Europaparlament aus.
Seit September 2024 ist Meuthen Mitglied der Werteunion. Er ist stellvertretender Bundesvorsitzender der Werteunion und stellvertretender Vorsitzender ihres Landesverbandes Baden-Württemberg. Er ist Spitzenkandidat der Werteunion für die Landtagswahl in Baden-Württemberg 2026.

## Politische Positionen
Meuthen wurde zum damals Lucke-nahen, eher wirtschaftsliberalen Flügel der AfD gerechnet und von einigen Beobachtern zunächst als moderat wahrgenommen. Er selbst bezeichnet sich ökonomisch als liberal und gesellschaftspolitisch als „ganz schön konservativ“. 2015 äußerte er, ein Gegengewicht zu den Rechtskonservativen im neuen Parteivorstand bilden zu wollen.
Allerdings grenzte sich Meuthen nie deutlich vom rechtsnationalen Teil der AfD ab und unterstützte dessen Positionen. Auf der einen Seite vertrat er Anfang 2016 abweichend vom damaligen Programm der AfD Baden-Württemberg nicht die Meinung, die deutschen Medien seien weitgehend „gleichgeschaltet“, auf der anderen Seite stellte er sich nach Björn Höckes „Dresdner Rede“ Anfang 2017 im Gegensatz zur damaligen Co-Parteivorsitzenden Frauke Petry hinter ihn.
Nach der Teilnahme Meuthens an einem Treffen der Patriotischen Plattform im Sommer 2016 wurde diskutiert, ob dessen Einordnung als Wirtschaftsliberaler „mit gesellschaftspolitisch nationalkonservativen Vorstellungen“ eine Fehleinschätzung gewesen sei. In der Auseinandersetzung um Wolfgang Gedeon und bei den Verhandlungen zur Fusion beider AfD-Fraktionen habe Meuthen sich „extremen, wenn nicht sogar rechtsextremistischen Positionen“ angenähert und Flüchtlinge gegen Deutsche ausgespielt.
Beim Bundesparteitag der AfD im April 2016 in Stuttgart erhielt Jörg Meuthen für seinen Kommentar zum Programm der AfD: „Wir wollen weg von einem links-rot-grün verseuchten 68er-Deutschland, von dem wir die Nase voll haben“ stehenden Applaus. Er variierte anschließend zu „leicht versifften 68er-Deutschland“. Er griff damit auf ein bereits seit Anfang der 2010er Jahre im rechtsextremen Milieu verbreitetes Sprachbild zurück, das unter anderem von dem Autor Akif Pirinçci verwendet würde und sich in der Form „linksgrün versifft“ als Schlagwort verbreitete.
2016 äußerte Meuthen – in Anlehnung an den Begriff einer Konservativen Revolution –, man wolle in der Tat ein anderes Deutschland; er sei „zwar kein Revolutionär“, aber eine „konservative Reformation“ strebe er durchaus an.
Ebenfalls 2016 erklärte Meuthen auf eine entsprechende Frage der Stuttgarter Zeitung, er sei weder „Biedermann“ noch „Brandstifter“; Ersteres deshalb nicht, weil man als AfD-Parteivorsitzender „viel zu sehr unter Feuer“ stehe und ein „echter Biedermann […] sich das nicht geben“ würde, er neige jedoch „nicht zu Verbalradikalismus“. „Brandstifter“ sei „erst recht falsch“, er sei „in tiefer Sorge um unser Land“, denn das drifte auseinander. Mit der Aussage, verbaler Radikalismus sei nicht sein Ding, unterstellte Meuthen laut Patrick Bahners zugleich, „dass es für einen Radikalismus der Sache sehr wohl Gründe und Anlässe geben mochte“. Mit der Feststellung, als Vorsitzender ständig unter Feuer zu stehen, habe Meuthen, so Bahners’ Interpretation, hingegen ausdrücken wollen, dass die Gegner der Partei diese der Brandstiftung bezichtigen, jedoch „selbst verantwortlich für den Brandgeruch in der Luft der öffentlichen Debatte“ seien, da sie „[a]us allen Rohren […] auf die einsamen Repräsentanten einer Alternative zu herrschenden Politik“ feuerten.
Im selben Jahr verwahrte Meuthen auf dem Kyffhäuser-Treffen des rechten Flügels sich gegen das Etikett des „gemäßigten Wirtschaftsliberalen“; er sei kein „liberales Feigenblatt“ der Partei, sondern ein „freiheitlich denkender konservativer Patriot“. Weiter sagte er: „Ist jemand in seinen Positionen geradezu beliebig, schwammig, hin und her eiernd, unbestimmt, bezeichnet er sich gerne als liberal.“ Ein halbes Jahr zuvor hatte er im Interview mit der Welt gesagt, als Ökonom sei „man liberal“.
Im Mai 2017 kritisierte Ricarda Breyton in der Welt, Meuthen habe auf einer Pressekonferenz, auf der er unter anderem die kritischen Äußerungen Margot Käßmanns über die familienpolitischen Leitlinien der AfD attackiert hatte, die Position seiner Partei als weniger radikal dargestellt, als sie im Grundsatzprogramm formuliert sei. So habe er beim Zitieren aus dem AfD-Grundsatzprogramm zur Familien- und Bevölkerungspolitik die Formulierung einer „maßvollen, an qualitativen Kriterien orientierten Einwanderung“ eingefügt, die an dieser Stelle nicht im Programm stehe.
Im Juli 2017 hatte der Monitor-Moderator Georg Restle dem Tübinger Oberbürgermeister Boris Palmer vorgeworfen, mit einer vorschnellen und übertriebenen Darstellung sexistischer Gewalt „sehr junge[r] Asylbewerber“ in Schorndorf an das „fremdenfeindliche AfD-Wählervolk“ heran gewollt zu haben: „Tief gewühlt haben Sie da im tiefbraunen Sumpf.“ Meuthen sprach darauf von „linksgrüner Hetze“ und empfahl dem WDR, den „parteiischen Hetzer aus allen Funktionen“ zu „entfernen“. Restle sah dies als Angriff auf die Pressefreiheit und erwiderte, Meuthen stelle sich „offen an die Seite von Antidemokraten wie Herrn Erdoğan“.
Im Sommer 2017 stimmte Meuthen Alexander Gaulands Äußerung, die damalige Integrationsbeauftragte Aydan Özoğuz „in Anatolien [zu] entsorgen“, zu. Er habe, so Meuthen, allerdings seine „Zweifel, ob man den Anatolen die Gesellschaft dieser Dame zumuten“ könne. Gleichzeitig hob Meuthen hervor, dass es nicht nur um diesen einen Fall, sondern um für die AfD Grundsätzliches gehe, denn an Gauland gerichtet sagte er: „Überhaupt, Ihre Bescheidenheit, nur diese eine Person entsorgen zu wollen, erscheint mir hier ausnahmsweise unangebracht“.
Der Zeit-Journalist Lenz Jacobsen zählte Meuthen im November 2017 zum radikalen Flügel der AfD. Meuthens Erfolg baue darauf auf, dass „Teile der Öffentlichkeit und wohl auch der Partei seinen Professorentitel und sein bäriges Grinsen als Hinweis auf eine irgendwie gemäßigte Gesinnung fehldeuteten“. Dies habe Meuthen jedoch „längst widerlegt“. Meuthen habe wie auch Gauland „die ständige inhaltliche und rhetorische Radikalisierung der Partei ermöglicht und betrieben“.
Nach den Ausschreitungen in Chemnitz 2018 im Nachgang einer Kundgebung anlässlich des gewaltsamen Todes eines 35-jährigen Deutschen wies Meuthen eine Mitschuld seiner Partei an den Ausschreitungen zurück. Es sei „eine finstere Stimmung im Land, die nur zu begründet“ sei. Es habe sich dort „ein vernehmlicher und nur zu nachvollziehbarer Unmut über die hereinbrechenden Umstände [ge]regt“. Er sei „sogar stolz auf viele dieser Menschen in Sachsen, […] die so etwas wie Mut, Stolz und den Antrieb haben, sich und das eigene Land zu verteidigen.“ „Rassistische Beschimpfungen und Hitlergrüße“ seien zwar „widerlich“, aber er wüsste gerne, so Meuthen, „wie viele von denen, die das tun, eingeschleuste Provokateure“ seien.
2018 bezog sich Meuthen, da er von einem Fitnessstudio als Kunde abgelehnt worden war, auf die Judenverfolgung in der Zeit des Nationalsozialismus und schrieb auf seiner Facebook-Seite: „Wo, frage ich, ist der grundsätzliche Unterschied zwischen dieser damaligen Ausgrenzung aus dem gesellschaftlichen wie auch geschäftlichen Leben und der heutigen?“
Meuthen bezeichnet einen parallelen Kohle- und Atomausstieg als „Irrweg“. Die Diskussion über die Folgen des Klimawandels hält Meuthen für „Klimahysterie“. Niemand stelle in Abrede, dass es klimatische Veränderungen gebe, es gebe jedoch, so Meuthen „keine Einigkeit“ darüber, dass der Mensch dafür verantwortlich sei. Die Schülerdemos für Klimaschutz hält Meuthen für „politischen Kindesmissbrauch“.
Justus Bender schrieb 2019 in der FAZ, bei Meuthen könne dessen „demonstrative Harmlosigkeit nicht nur als bewusste Vermarktungsstrategie gelten […], sondern auch als Grund, warum er von seiner Partei überhaupt ins Amt gewählt wurde“. Kaum jemand könne „offensichtliche Verletzungen der politischen Kultur so herunterwedeln wie Meuthen“, es sei „sein größtes Talent“. Der Politikwissenschaftler Hajo Funke bescheinigte Meuthen 2020, ein „Verwandlungskünstler“ zu sein. Je nach Anlass könne er weich oder brutal auftreten. Meuthens Konzept sei immer gewesen, „die DNA der Partei zu repräsentieren“.
Nach dem Anschlag in Hanau relativierte Meuthen die Vorgänge und verneinte einen rechtsextremen Hintergrund, obwohl entsprechende Hinweise bereits vorlagen und Generalbundesanwalt Peter Frank die Ermittlungen an sich gezogen hatte.
Nachdem sich Meuthen zuvor von der „Querdenken“-Bewegung eher distanziert hatte, sagte er auf dem Bundesparteitag in Kalkar im November 2020, dass bei „nicht ganz wenige[n] Zeitgenossen“ in dieser Bewegung der Verdacht naheliege, „dass bei ihnen tragischerweise noch nicht einmal das Geradeausdenken richtig“ funktioniere, relativierte jedoch diese Aussage mit der Einschätzung, bei „Querdenken“ äußerten auch „viele vernünftige Menschen“ ihre „berechtigte Kritik“.
Auf dem AfD-Parteitag 2021 in Dresden sprach Meuthen sich in seiner Rolle als Mitglied des EU-Parlaments, erneut entgegen den Stimmen einiger Parteikollegen, gegen den Austritt Deutschlands aus der Europäischen Union aus.
Unmittelbar nach dem Anschlag in Würzburg 2021 äußerte Meuthen auf Twitter: „Die nächsten islamistischen Messermorde mitten in Deutschland.“

### Europa und Währungsunion
Meuthen äußerte 2015, er sei kein „Europahasser“; die „richtige Idee der europäischen Einigung“ werde durch eine „falsch konstruierte Währungsunion pervertiert“. Bei einer Aschermittwochsrede Anfang März 2019 kritisierte Meuthen die Europäische Volkspartei, die laut seinen Worten längst „linke Politik“ mache, für deren kritischen Umgang mit dem umstrittenen ungarischen Regierungschef Viktor Orbán und betonte: „Ich würde ihm den roten Teppich ausrollen.“

### Einwanderungspolitik und Islam
Mit Bezug auf die hohen Flüchtlings- und Asylbewerberzahlen erklärte Meuthen im April 2016 auf dem Bundesparteitag in Stuttgart: „Wir wenden uns dagegen, eine Zuwanderung in einer so großen Zahl sehenden Auges zuzulassen, dass wir unser eigenes Land schon in wenigen Jahren nicht mehr wiedererkennen werden.“ Die Leitkultur in Deutschland sei nicht der Islam, sondern die christlich-abendländische Kultur. Der Ruf des Muezzins könne nicht die gleiche Selbstverständlichkeit für sich beanspruchen wie das christliche Geläut von Kirchenglocken.
Meuthen hat laut Alan Posener ein ethnisch begründetes Staatsbürgerschaftsverständnis. So äußerte er auf dem Bundesparteitag der AfD 2017 in Köln, er sehe in seiner Heimatstadt „nur noch vereinzelt Deutsche“, dies sei aber „unser Land! Das Land unserer Großeltern und Eltern! Wir müssen es zurückerobern!“ In Reaktionen auf diese Äußerung Meuthens wurde unter anderem darauf hingewiesen, dass in Karlsruhe, dem Wohnort Meuthens, 17 % der Bewohner einen ausländischen Pass hätten, und die Frage gestellt, woran er die Staatsangehörigkeit von Menschen auf der Straße erkennen wolle. Meuthen maße sich an, „zwischen vermeintlich echten Deutschen und jenen anderen zu unterscheiden, die angeblich nicht mal ein deutscher Pass zu Deutschen machen könne“. Damit argumentiere er in Mustern des neurechten Konzepts des Ethnopluralismus, der die Homogenität von Kulturen und Völkern propagiert. Im September 2019 sagte Jörg Meuthen in einer Sendung im ZDF gegenüber der Moderatorin Dunja Hayali, er lehne eine Integration von Flüchtlingen, die nur vorübergehend bleiben dürften, in den Arbeitsmarkt ab, da dies „hier keinen Sinn“ ergeben würde.
Bei einem Auftritt im Mai 2017 in Nagold warf er Bundeskanzlerin Merkel vor, sie habe Deutschland zu einem „Refugee-Importweltmeister“ gemacht und sei damit für den „Bevölkerungsaustausch“ verantwortlich. Ende 2020 wiederholte er diesen Vorwurf gegenüber Merkel.
Im März 2020 forderte Meuthen vor dem Hintergrund der COVID-19-Pandemie in Deutschland ein „konsequentes Durchsetzen der Einreisesperre auch für Asylbewerber“ und behauptete auf Facebook, dass „Nicht-EU-Ausländer noch immer ungehindert umherreisen“ dürften, „wobei sie möglicherweise dabei sogar das Coronavirus verbreiten“ würden. Eine Sprecherin des Bundesinnenministeriums stellte dazu auf Anfrage eines Fernsehmagazins jedoch klar, dass Asylbewerber nicht vom Einreisestopp ausgenommen seien.

### Abgrenzung vom Rechtsextremismus
Noch 2017 sagte Meuthen auf der Bühne des dritten Kyffhäuser-Treffens:

„Der Flügel ist ein integraler Bestandteil unserer Partei, und das wird er auch in Zukunft immer bleiben. […] Und ich sage auch deutlich: Wer das anders sieht, wer hier in Ausschließeritis verfällt, wer nicht erkennt, dass der Flügel ein wichtiger Bestandteil der Seele unserer Partei ist, der wäre auch in der Position eines Bundessprechers fehl am Platze.“

Am 23. Februar 2019 grenzte er sich in einer Rede auf dem Parteitag der baden-württembergischen AfD scharf vom Flügel und anderen weit rechts stehenden Gruppen und Personen in der Partei ab:

„Diese Mitglieder scheuen auch vor antisemitischen wie rassistischen Positionen nicht zurück, bis hin zur Infragestellung des Holocaust! […] Wer hier seine gruppenbezogene Menschenfeindlichkeit ausleben möchte, dem sagen wir klipp und klar: Sucht euch ein anderes Spielfeld für eure Neurosen! Ihr werdet diese Partei niemals kapern!“

Damit löste er sowohl Begeisterung als auch Empörung unter seinen Zuhörern aus. Zum Hintergrund dieser klaren Abgrenzung, die Meuthen bis dahin nicht gezeigt hatte, gehörten die bevorstehende Europawahl in Deutschland 2019 und die Tatsache, dass das Bundesamt für Verfassungsschutz die AfD (rechtswidrigerweise öffentlich) zum „Prüffall“ erklärt hatte.
Der SZ sagte Meuthen Ende Dezember 2019, die AfD sei „durch und durch pro-jüdisch“ und bringe im Bundestag „pro-jüdische Anträge ein – wie […] die Forderung nach einem Verbot der Hisbollah“. Auch mit Bezug auf Michel Friedman, der geäußert hatte, das Land im Fall einer AfD-Regierungsbeteiligung verlassen zu wollen, befand Meuthen, es sei ihm „ein Rätsel, was sich da eine Frau Knobloch und ein Herr Schuster zusammenreimen“. Man werde von ihm „nicht erleben, dass er jeden Satz verteidige, den irgendjemand in der AfD gesagt hat“. Die Wahl Stephan Brandners, der nach dem Anschlag in Halle einen Tweet unterstützt hatte, in dem es hieß, Politiker lungerten vor Synagogen herum, zu einem der Stellvertretenden Parteivorsitzenden rechtfertigte Meuthen mit dem Satz, Brandner sei „ja nicht für diesen Tweet gewählt worden“, sondern wegen seiner „überzeugenden Rede“ auf dem Parteitag.
Nachdem der Bundesvorstand im März 2020 die vom Verfassungsschutz als rechtsextrem eingestufte Parteigruppierung Der Flügel aufgefordert hatte, sich bis Ende April 2020 aufzulösen, sagte Meuthen in einem Interview mit der neurechten Jungen Freiheit, dass die AfD auf dem Fundament der freiheitlich-demokratischen Grundordnung fuße und „dass es im Flügel die ein oder andere Person gibt, […] die zu Teilen Positionen vertreten, die nicht auf diesem Fundament stehen“. Die Beobachtung des „Flügels“ durch den Verfassungsschutz sei ganz überwiegend nicht gerechtfertigt, andererseits „mag sie in einzelnen Fällen es doch sein“.
Anfang April 2020 regte Meuthen auf seiner Facebookseite an, eine „strategische Diskussion ohne Denkverbote und sinnlose Tabus“ zu führen, ob eine Teilung der Partei in einen „freiheitlich-konservativen“ und einen „sozialpatriotischen“ Flügel besser wäre, um „erhebliche zusätzliche Wählergruppen“ erreichbar zu machen. Im Magazin Tichys Einblick sagte er, jeder wisse, „dass der Flügel und dessen maßgebliche Exponenten uns ganz massiv Wählerstimmen im bürgerlichen Lager kosten, und ich denke auch, dass die ordoliberalen Ansichten des bürgerlich-konservativen Teils der AfD noch bessere Ergebnisse im staatpaternalistisch geprägten Wählermilieu des Flügels verhindern“. Nach starker Kritik innerhalb der AfD, so von Seiten Alexander Gaulands, Tino Chrupallas, Alice Weidels und Björn Höckes, nannte Meuthen in der Jungen Freiheit seinen Vorstoß einen Fehler. Es habe sich um einen strategischen Denkansatz gehandelt, keine konkrete Forderung nach einer Parteispaltung. Weidel und Chrupalla hatten zudem dem Bundesvorstand gemeinsam mit dem „Flügel“-nahen AfD-Vize Stephan Brandner vorgeschlagen, eine Vorlage zu beschließen, in der es hieß, Meuthen habe der AfD „schwer geschadet“, laut Spiegel eine mögliche Vorbereitung eines Ausschlussverfahrens. In einer Telefonkonferenz des Bundesvorstandes erklärte Meuthen, die Debatte über eine Aufspaltung nicht weiterführen zu wollen. Der Bundesvorstand begrüßte die Klarstellung einstimmig und sprach sich gegen jegliche Bestrebung aus, die Einheit der Partei infragezustellen.
Im Mai 2020 erwirkte Meuthen die Annullierung der Parteimitgliedschaft von Andreas Kalbitz durch den Bundesvorstand „wegen des Verschweigens der Mitgliedschaft“ in der Heimattreuen Deutschen Jugend (HDJ) und der „Nichtangabe“ seiner Mitgliedschaft bei den Republikanern in den Jahren 1993 bis 1994, die beide auf der Unvereinbarkeitsliste der AfD stehen. Darin sah Matthias Kamann in der Welt einen Beleg für eine „Mehrheit für Parteichef Jörg Meuthen, dem es in letzter Zeit gelungen ist, mit dem Rauswurf auch von Doris von Sayn-Wittgenstein, Stefan Räpple und Wolfgang Gedeon einige der grässlichsten […] Problemfälle […] rauszuschmeißen. Meuthen, kein Zweifel, ist nicht so schwach, wie manche behaupten. Und er ist beim Vorgehen gegen bestimmte harte Extremisten auch nicht feige.“ Einen Monat später – nach der Entscheidung des Landgerichts Berlin – kritisierte Kamann in der Welt jedoch, dass Meuthen Kalbitz „zwar loswerden“ wolle, „aber keine politische Debatte über die Ausländerfeindlichkeit und Demokratieverachtung des Brandenburger Landesvorsitzenden“ führe. Kalbitz’ Ausschluss sei „wegen Satzungsformalien“ erfolgt. Der Politikwissenschaftler Marcel Lewandowsky sah Meuthen „innerparteilich nicht in der Offensive“. Er müsse sich „gegen die Angriffe des ehemaligen Flügels verteidigen“ und Björn Höcke könne „sich als derjenige aufschwingen, der die Einheit der Partei will“. Das brächte Meuthen, der „sozusagen als der Spalter da[stehe]“, in die Defensive. Bei Meuthens Vorgehen sei es „etwa darum [gegangen], bürgerliche Wähler nicht abzuschrecken“, wobei Lewandowsky es als fraglich bezeichnete, „ob es diese bürgerlichen Wähler überhaupt noch“ gebe, da Studien gezeigt hätten, „dass sich die Wählerschaft der AfD ideologisch schließ[e]“ und „homogener“ werde.
Die Annullierung durch den Vorstand wurde vom Landgericht Berlin für unzulässig erklärt, eine Entscheidung des Bundesschiedsgerichts der Partei müsse abgewartet werden. Ein AfD-Bundeskonvent stellte sich kurz darauf hinter Meuthen und lehnte mehrheitlich (nach Angaben aus Parteikreisen mit 27 gegen 23 Stimmen) einen Antrag ab, der ihm „unverantwortliche Spaltungsversuche“ vorwarf. Der AfD-Ehrenvorsitzende und Bundestagsfraktionschef Alexander Gauland sagte, dass er „mit Sorge regelrechte Zersetzungstendenzen in der Partei“ beobachte, seitdem Meuthen gegen Kalbitz vorgegangen sei. Björn Höcke wiederum schrieb auf Facebook unter Anspielung auf Meuthens Vorgänger Bernd Lucke und Frauke Petry: „Zum dritten Mal in unserer sehr jungen Parteigeschichte will also einer unserer Bundessprecher Teile der Partei mundtot machen oder sogar aus der Partei drängen.“
Nach dem ARD-Sommerinterview im Juli 2020 beklagte sich Meuthen in den sozialen Netzwerken, dass fast zwei Drittel der Sendezeit dazu genutzt worden seien, um die AfD, die „Bürgerpartei in die Nähe des Rechtsextremismus zu rücken“. Es sei ein Skandal, dass bei „weniger informierten Fernsehzuschauern“ der Begriff im Kopf „verankert“ werden solle. Die AfD habe, so Meuthen in dem Interview, kein Problem mit Rechtsextremismus, mit Ausnahme eines „einstelligen Bereichs“, der als rechtsextrem zu markieren sei.
Nachdem das Bundesschiedsgericht der AfD am 25. Juli 2020 den Entzug der Mitgliedschaft Kalbitz’ bestätigt hatte, vertrat Alfred Schmit auf tagesschau.de die Auffassung, dass die „führenden Köpfe dieser Partei – einschließlich Meuthen – sich noch immer nicht klar und deutlich von harten Rechtsextremen in ihren Reihen“ distanzierten. Das zeige „sich vor allem daran, dass es beim Parteiausschluss von Kalbitz gar nicht darum ging, ob er aktuell rechtsextreme Positionen vertritt, sondern ob er dies früher getan und verschwiegen hat.“ Dieser „Punktsieg“ ermögliche es Meuthen, „den Eindruck [zu] erwecken, rechtsextreme Kräfte in der Partei zurückdrängen zu wollen“, aber „[i]mmer mit dem Untertitel: So könnte eine Komplettbeobachtung der AfD durch den Verfassungsschutz vermieden werden.“
Beim AfD-Parteitag in Kalkar Ende November 2020 übte Meuthen scharfe Kritik an „Provokateuren“ in den eigenen Reihen und warnte vor aggressivem Auftreten und enthemmter Sprache, dadurch werde man „nicht mehr Erfolg erzielen“. Er sei „gegen irgendeine Form der Spaltung“, notwendig sei eine „Einheit in Disziplin“. Gauland erklärte daraufhin, in Meuthens Rede habe es „zu viel Verbeugung vor dem Verfassungsschutz“ gegeben. Ein Antrag einiger Mitglieder um den Delegierten Dubravko Mandic, dass der Parteitag „das spalterische Gebaren“ von Meuthen und seinen Parteigängern missbillige, wurde nicht zur Abstimmung gestellt. 53 Prozent stimmten für eine „Nichtbefassung“ mit dem Antrag, 47 Prozent für eine Befassung. Eine Abnahme von Meuthens Einfluss sah Matthias Kamann in der Welt im Anschluss jedoch nicht, nachdem kurz darauf bei den Wahlen der niedersächsischen AfD-Listenplätze durchweg Kandidaten zum Zuge gekommen seien, auf die sich Meuthens Anhänger verständigt hätten.
Am 31. Oktober 2021 forderte Meuthen einen Austausch der gesamten AfD-Parteispitze. Die bisherigen Bundessprecher und Stellvertreter sollten Platz machen „für ganz neue Leute“ und die AfD benötige eine „programmatische Erneuerung“. Die angesprochenen AfD-Spitzenpolitiker Tino Chrupalla und Alice Weidel lehnten dies in öffentlichen Erwiderungen ab. Seinen Austritt aus der AfD Ende Januar 2022 begründete er damit, dass die Partei „ganz klar totalitäre Anklänge“ aufweise, sie sei „heute sehr weit rechts“ und teilweise auch „nicht auf dem Boden der freiheitlichen demokratischen Grundordnung“.
Im Juni 2023, 16 Monate nach seinem Austritt aus der AfD, sagte Meuthen der Bild am Sonntag, dass inhaltlich und personell die Partei „völlig blank“ sei und nur „von der erschreckenden Schwäche der anderen Parteien“ profitiere. Mit seinem Abgang sei das gemäßigte Lager zerfallen und Radikale hätten die Kontrolle übernommen; es gebe dort nur noch „Extremisten, Opportunisten und Karrieristen“. Die AfD sei mittlerweile „eine Partei am rechten Rand mit völkisch-nationalistischen Positionen“ und werde von einer einzigen Person, Björn Höcke, dominiert. Wirtschaftlich verfolge die Partei einen „völkischen Sozialismus“ und keine Fachkraft würde mehr freiwillig nach Deutschland kommen. Er wolle, so Meuthen, „diese Leute nicht in der Regierung sehen“. Es sei zu hoffen, dass die „Brandmauer“ der anderen Parteien gegen die AfD halte.

## Kritik an der Selbstdarstellung als politisch Gemäßigter
Meuthens Bestrebungen, ein eher gemäßigtes Image zu pflegen, wurden 2017 von einigen Beobachtern als taktisches Manöver gewertet, da seine Unterstützung radikaler AfD-Mitglieder wie Björn Höcke deutlich erkennbar sei. Der Politikwissenschaftler Hajo Funke sagte 2020, Meuthen sehe „Einwanderung als gefährlich an“ und er begreife „sie in der Regel als kulturfremd“. Er könne „dann sehr zulangen“.
In einem Kommentar in der Wochenzeitung „Die Zeit“ vom 13. Oktober 2021 wurde Meuthens Verhältnis zu rechtsextremistischen Tendenzen kritisch beleuchtet. Meuthen versuche seit einiger Zeit sich als letzten verbliebenen Moderaten in der AfD zu porträtieren, nach dessen Abgang nur noch die Rechtsextremen übrig blieben. Grundsätzlich gelte aber, dass jemand mit AfD-Parteibuch im Jahr 2021 kein Gemäßigter sein könne. In Wahrheit sei Meuthen kein Moderater, aber ein Ultra-Wirtschaftsliberaler, der beispielsweise die Abschaffung des bisherigen staatlichen Rentensystems und eine Umstellung auf eine rein private Altersvorsorge fordere. Meuthen schwebe eine Art „nationale FDP“ vor. Ihm gegenüber stünden die ostdeutschen AfD-Landesverbände, die keine Steuersenker-Partei, sondern eine Kümmerer-Partei (allerdings nur für „ethnisch Deutsche“), eine Art „völkische SPD“ sein wollten. Erst als Meuthen realisiert habe, dass er mit seinen libertären Vorstellungen im innerparteilichen Machtkampf immer weiter an Boden verlor, habe er die rechtsextremen Tendenzen in der AfD als Problem benannt und attackiert. Als er erkannte, dass es für seinen Kurs der strategischen Mäßigung in der AfD keine Zukunft mehr gab, habe er seinen Rücktritt vom Parteivorstand angekündigt, auch um seiner wahrscheinlichen Abwahl auf dem Bundesparteitag im Dezember 2021 zuvorzukommen. Nach Meuthens Austritt aus der AfD Ende Januar 2022 kommentierte Lothar Lenz auf Tagesschau.de, dessen Begründung, es gebe „totalitäre Tendenzen“ in der Partei, sei „scheinheilig“. Meuthen sei „selbst ein notorischer Provokateur“ gewesen, „nur im Schafspelz bürgerlicher Freundlichkeit“. Er habe „selbst immer wieder Hass und Hetze verbreitet – weil genau das das Kapital ist, aus dem seine Partei Wählerstimmen macht“. Der Politikwissenschaftler Wolfgang Schroeder sprach davon, dass Meuthen die Rechten in der AfD erst hoffähig gemacht und dann vor ihnen kapituliert habe. Niemand habe „so präzise, so beeindruckend die Selbstverharmlosung dieser Partei im öffentlichen Raum betrieben wie er“.

## Spendenaffäre
Die Schweizer Werbeagentur Goal AG unterstützte Meuthen im Landtagswahlkampf 2016 mit selbst erstellten und finanzierten Werbeanzeigen in verschiedenen Regionalzeitungen. Geld und Sachspenden aus dem Nicht-EU-Ausland dürfen deutsche Politiker nach dem Parteiengesetz nicht annehmen. Meuthen gab an, er habe mit der Anzeigenaktion nichts zu tun und keine Beauftragung vorgenommen. Tatsächlich lag dem Anzeigenauftrag bei der Brettener Woche (Kraichgau) eine von Meuthen persönlich unterschriebene Erklärung bei, in der er die Haftung für die Inhalte der Anzeige übernahm. Daraus schlossen Beobachter, dass Meuthen die Aktivitäten der Goal AG zumindest wissend billigte.
Der Verein zur Erhaltung der Rechtsstaatlichkeit und der bürgerlichen Freiheiten unterstützt seit Anfang 2016 finanziell das öffentliche Auftreten Meuthens, indem er eine Homepage – laut AfD-Rechenschaftsbericht allerdings als Freundschaftshilfe des Vorstandsvorsitzenden der GOAL AG für einen Gegenwert von weniger als 1000 Euro – für ihn wissentlich erstellt und betreut habe. Außerdem gab es weitere finanzielle Wahlkampfunterstützungen in Millionenhöhe während des Landtagswahlkampfes in Baden-Württemberg 2016. Im Juli 2017 musste Jörg Meuthen in seiner Funktion als Sprecher des AfD-Bundesvorstandes eine Unterlassungserklärung der AfD gegenüber diesem Verein und dem Schweizer PR-Unternehmen Goal AG durch die Bundestagsfraktion der AfD begründen. Die Bundestagsverwaltung prüft Verstöße der AfD gegen das Parteiengesetz. Meuthen erklärte im Juli 2017 in einem Interview, es hätte keinerlei Kontakte zum Verein gegeben.
Die AfD überwies im August 2018 rund 5350 Euro an die Bundeskasse zur Verwahrung, bis der Fall geklärt sei. Dieser Betrag soll für die Gestaltung von Meuthens Website und für seinen Landtagswahlkampf von der Goal AG aufgewendet worden sein. Zusammen mit einem ähnlichen Fall von Guido Reil wurde die AfD zu einer Strafe von 402.900 Euro verurteilt.
Am 15. Februar 2022 entzog ihm das Europäische Parlament mit großer Mehrheit die parlamentarische Immunität. Zuvor hatte die Berliner Staatsanwaltschaft die Immunitätsaufhebung beantragt, um ein Strafverfahren einzuleiten.

## Schriften (Auswahl)

### Monografien
- Die Kirchensteuer als Einnahmequelle von Religionsgemeinschaften. Eine finanzwissenschaftliche Analyse. Lang, Frankfurt am Main 1993, ISBN 3-631-46619-6.
- mit Alexander Gauland, Maximilian Krah, Emil Sänze, Bernhard Seitz: Stuttgarter Thesen zur Europapolitik. Freiheit statt Eurokratie. AfD-Fraktion im Landtag von Baden-Württemberg, Stuttgart 2020, ISBN 978-3-00-067655-0.

### Herausgeberschaften
- mit Rainer Rothfuß (Hrsg.): Europa. Zukunft sichern. Gerhard-Hess-Verlag, Bad Schussenried 2019, ISBN 978-3-87336-645-9.

### Beiträge in Zeitschriften/Sammelbänden
- mit Klaus Mackscheidt: Der Wohneigentumsmarkt im Lichte der geplanten Verbraucherschutzrichtlinien der Europäischen Gemeinschaft. In: Klaus Mackscheidt (Hrsg.): Entwicklungen in der Wohnungspolitik. Festgabe für Hans Hämmerlein zum 70. Geburtstag. Nomos, Baden-Baden 1994, ISBN 3-7890-3343-X, S. 179–196.
- mit Rudolf Kriszeleit: Kredithöchstgrenze und Haushaltsvollzug. In: Die öffentliche Verwaltung. Bd. 48 (1995), H. 11, S. 461–466.
- mit Klaus Mackscheidt: Kirchen als parafiskalische Organisationen. Einige Überlegungen zur Klassifizierung der Kirchen als Parafiski. In: Klaus Tiepelmann (Hrsg.): Politik der Parafiski. Intermediäre im Balanceakt zwischen Staats- und Bürgernähe. S + W Steuer- und Wirtschaftsverlag, Hamburg 1997, ISBN 3-89161-891-3, S. 137–161

## Reportagen und Interviews
- ARD: Wir waren in der AfD – Aussteiger berichten, in ARD Mediathek, veröffentlicht am 18. Januar 2024
- Meuthen: Einfluss des Klimawandels auf Hochwasser unklar I ZDF-Sommerinterview auf YouTube, 16. Juli 2021
- AfD-Bundessprecher Jörg Meuthen im ARD-Sommerinterview auf YouTube, 6. August 2020
- ARD-Sommerinterview mit Jörg Meuthen, AfD-Bundessprecher, tagesschau.de, 22. Juli 2018